# Joachim von Kortzfleisch
Joachim Otto August Achatius Kortzfleisch, né le 3 janvier 1890 à Brunswick et mort le 20 avril 1945 à Wulwesort, est un General der Infanterie allemand qui a servi au sein de la Heer dans la Wehrmacht pendant la Seconde Guerre mondiale.
Il était le commandant du Groupe de défense III (Berlin) et eut un rôle clé dans l'échec du Complot du 20 juillet 1944 contre Adolf Hitler.
Il a été récipiendaire de la Croix de chevalier de la Croix de fer. Cette décoration est attribuée pour récompenser un acte d'une extrême bravoure sur le champ de bataille ou un commandement militaire avec succès.

## Biographie
Joachim von Kortzfleisch est né dans une famille noble de Westphalie (de) à Brunswick, fils du Generalmajor prussien Gustav von Kortzfleisch (de) (1854-1910) et d'Elsbeth Oppermann (1862-1937). Il rejoint l'armée en 1907 et participe à la Première Guerre mondiale dans un bataillon de mitrailleuses.
Il devient officier dans la Reichswehr, atteignant le rang de Generalmajor en 1937. En tant que Generalleutnant, il commande la 1re division d'infanterie au début de la Seconde Guerre mondiale. Il reçoit la Croix de chevalier de la Croix de fer, le 1er septembre 1940 en tant que commandant du XI. Armeekorps de la Wehrmacht.
Le 20 juillet 1944, alors commandant de la Wehrkreiskommando III (district militaire comprenant Berlin où se situe son QG), il est convoqué à la Bendlerstrasse où il refuse en colère d'obéir aux ordres de l'Opération Valkyrie émis par l'un des conspirateurs principaux le General der Infanterie Friedrich Olbricht et n'arrête pas de crier « le Führer n'est pas mort » en se référant au serment de loyauté à Hitler. Il est arrêté et mis sous garde par les comploteurs en disant qu'il n'était pas disposé à prendre part à un complot, qu'il n'était qu'un soldat intéressé par rentrer à la maison et arracher les mauvaises herbes dans son jardin. Il est remplacé dans son commandement par le général Karl Freiherr von Thüngen et a ensuite été autorisé à quitter le Bendlerblock. Il est ensuite interrogé par le Major Hans-Ulrich von Oertzen qui était un partisan de l'intrigue.
En mars 1945, il est le commandant de la tête de pont du Rhin avec le Groupe d'armées B sous le maréchal Walter Model. Le 20 avril 1945, Kortzfleisch et une poignée de soldats essaient de se rendre à Bad Berleburg, se déplaçant derrière les lignes ennemies. Une patrouille américaine du 737e bataillon de chars de l'United States Army les rencontrent à Schmallenberg-Wulwesort, Sauerland. Le général se défend avec un pistolet-mitrailleur ; entouré par les soldats américains qui lui disent de mettre les mains en l'air, il répond « Non ». Un soldat américain lui tire dans la poitrine et le tue.

## Décorations
- Croix de fer (1914)
  - 2e Classe
  - 1re Classe
- Insigne des blessés (1914)
  - en Noir
  - en Argent
- Croix d'honneur pour les combattants 1914-1918
- Médaille de Memel
- Agrafe de la Croix de fer (1939)
  - 2e Classe
  - 1re Classe
- Croix du Mérite de guerre avec glaives
  - 2e Classe
  - 1re Classe
- Ordre de Michel le Brave
  - 3e Classe (19 septembre 1941)
- Croix allemande en Argent (30 décembre 1943)
- Croix de chevalier de la Croix de fer
  - Croix de chevalier le 4 septembre 1940 en tant que General der Infanterie et commandant du XI. Armeekorps